# Euproctis frigidior
Euproctis frigidior är en fjärilsart som beskrevs av Collenette 1932. Euproctis frigidior ingår i släktet Euproctis och familjen tofsspinnare. Inga underarter finns listade i Catalogue of Life.